# Felix Dahn
Felix Dahn, né Felix Ludwig Sophus Dahn le 9 février 1834 à Hambourg et mort le 3 janvier 1912 à Breslau, est un professeur de droit, écrivain, poète et historien allemand.

## Biographie
Felix Dahn est né dans une famille de comédiens de théâtre à Hambourg. Son père était l'acteur Frédéric Dahn et sa mère, l'actrice Constance Le Gaye (d'origine huguenote), son jeune frère, Ludwig Dahn, était également acteur.
Felix Dahn fit ses études secondaires à Munich puis les poursuivit à l'Université Louis-et-Maximilien de Munich. Il étudia le droit et la philosophie.
Il devint professeur de droit à l'Université de Wurtzbourg de 1863 à 1865, puis en 1872 enseigna à Kœnigsberg et en 1888 à Breslau.
Il commença d'importantes recherches historiques sur les rois allemands et élabora un volumineux travail réparti sur 11 volumes qui lui demanda de nombreuses années (1861-1909). Il est avec son compatriote, l'historien Theodor Mommsen les fondateurs allemands de la nouvelle recherche sur Procope de Césarée. Il étudia également l'Antiquité tardive et la période des invasions barbares. Il publia aussi des documents juridiques ainsi que sur le droit commercial international.
Il publia des poèmes dans le plus grand journal allemand Die Gartenlaube. Il intégra le Cercle des poètes munichois, Die Krokodile, sous la direction du poète Emanuel Geibel.
Sur le plan politique, il fut membre de la Alldeutscher Verband (la ligue pangermaniste).
Il écrivit des romans historiques tel que Ein Kampf um Rom (de), adapté au cinéma par le producteur de films berlinois Artur Brauner et réalisé en anglais par Robert Siodmak dans un film monumental en deux parties, Pour la conquête de Rome I (Kampf um Rom I - La calata dei Barbari, 1968) et Pour la conquête de Rome II (Kampf um Rom II - Der Verrat, 1969), avec Laurence Harvey comme Cethegus et Orson Welles dans le rôle de l'empereur Justinien.
Il élabora une série d'ouvrages sur les légendes et de récits mythologiques germaniques (Chant de mort de Hagen).
Son œuvre littéraire est également une réflexion sur le national-libéralisme et le darwinisme social.
Dans les années 1880 et 1890, il a rédigé une vive controverse en vers et en prose contre les écrivains naturalistes, y compris contre Gerhart Hauptmann. Il publia « l'histoire ancienne des peuples germaniques et romans », publiée en quatre volumes de 1880 à 1889. Il décrit le développement des différents groupes ethniques de leurs débuts à la mort de Charlemagne.
Entre 1882 et 1901 Felix Dahn édita en treize volumes, les « Romans historiques de la Grande Migration » dans lesquels il aborde la biographie de rois tels qu'Attila ou Clovis.
En 1909, il publia un roman historique sur la bataille de Teutobourg.
À la fin de sa vie, il se consacra à la réalisation du projet du Völkerschlachtdenkmal (ou Monument de la Bataille des Nations) qui est un édifice monumental construit à Leipzig, de 1897 à 1913, pour célébrer le centenaire de la bataille des Nations. Il était membre de l'Académie roumaine.